# John Allis
John Allis (* 31. Mai 1942 in Boston) ist ein ehemaliger US-amerikanischer Radrennfahrer und nationaler Meister im Radsport.

## Sportliche Laufbahn
Allis war im Straßenradsport aktiv. Dreimal war er Teilnehmer der Olympischen Sommerspiele.1964 in Tokio wurde er als 75. im olympischen Straßenrennen klassiert. Die Mannschaft der USA belegte im Mannschaftszeitfahren beim Sieg der Niederlande mit Michael Hiltner, John Allis, Mike Allen und Wes Chowen den 20. Platz.
1968 in Mexiko-Stadt war er erneut am Start. Im Mannschaftszeitfahren kamen John Howard, Oliver Martin, John Allis und Jim Van Boven auf den 20. Rang.
1972 in München war er für das Einzelrennen nominiert. Beim Sieg von Hennie Kuiper wurde er 63. des olympischen Straßenrennens.
Allis begann als Student in Princeton mit dem Radsport. 1963 startete er bei den UCI-Straßen-Weltmeisterschaften in Renaix. Er blieb in Europa und wurde Mitglied im Club ACBB (Athletique Club de Boulogne-Billancourt). 1964 siegte er im Eintagesrennen Paris–Cayeux-sûr-Mer. Nach zwei Jahren kehrte er in die USA zurück und beendete sein Studium. Bei den UCI-Straßen-Weltmeisterschaften 1965 wurde er 48., 1968 23., 1974 64. Allis gewann 1974 den nationalen Titel im Straßenrennen der Amateure. Weitere Erfolge waren die Siege im Rennen Québec–Montréal 1973 und die ersten beiden Ausgaben des Mount Washington Auto Road Bicycle Hill Climb 1973 und 1974.

## Berufliches
Allis betrieb zwei Fahrradgeschäfte und war auch als Trainer im Radsport tätig.

## Ehrungen
1993 wurde Allis in die United States Bicycling Hall of Fame aufgenommen.